# Pachuco Prats
Manuel Prats Guerendiain (Portugalete, Vizcaya; 1 de enero de 1902 - Baracaldo, Vizcaya; 22 de septiembre de 1976), más conocido por su apodo Pachuco Prats, fue un futbolista español que ocupaba la posición de centrocampista, tanto por el interior como por el ala. Pachuco dio sus primeros pasos como futbolista en el Portugalete, equipo de su ciudad natal. En la temporada 1923-24 se incorporó al Barakaldo Club de Fútbol.

## Real Murcia
El Real Murcia CF buscaba en el verano de 1926 a un jugador comprometido y con un sueldo asequible, y Pachuco se ajustaba a ese perfil. Ocupando la demarcación de centrocampista, llegó al club en junio de 1926 procedente del Baracaldo Club de Fútbol para jugar unos amistosos. El 30 de junio defendió por primera vez la camiseta grana en un partido amistoso frente al Levante de Valencia, el partido acabó con victoria de los murcianos por 2-0. Las actuaciones de Pachuco convencieron a la directiva «pimentonera» que formalizó su fichaje tras una larga negociación.
A lo largo de la temporada el jugador demostró sus habilidades y sus actuaciones sobre el campo no pasaron desapercibidas por la prensa de la época que se deshace en elogios hacia Pachuco.[cita requerida] Estas actuaciones tampoco pasan inadvertidas por el triunvirato que dirigía a la selección española por aquella época, y fue convocado en noviembre de 1926 para una concentración previa a dar la lista definitiva para disputar el partido que enfrentaba al combinado nacional frente a Hungría. Finalmente no fue seleccionado para la disputa de dicho partido pero el hecho de ser convocado fue un hito, ya que por aquella época el combinado nacional se nutría únicamente de jugadores de equipos del País Vasco, Cataluña y Madrid, por eso el hecho de que un jugador que militaba en Murcia fuera convocado fue una gran novedad.

## Selección
Pachuco Prats volvió a Murcia y siguió rindiendo a un gran nivel, y vivió su momento de consagración en un partido del Campeonato de España que enfrentó al Real Murcia CF y al FC Barcelona. En este partido Pachuco Prats fue protagonista haciendo ver su gran presencia en el centro del campo y sobre todo haciendo un gran marcaje al mito culé José Samitier, esta gran actuación le valió a Pachuco Prats para ser elogiado por la prensa catalana. Todas estas actuaciones no volvieron a pasar desapercibidas en la Federación Española y volvieron a convocar a Pachuco para el partido que enfrentaba a España y a Suiza en Santander. Esta vez sí debutó con el combinado nacional y saliendo de inicio, hay que decir que no había ningún jugador de los grandes equipos de la época, ya que había partidos del Campeonato de España, y al contrario que en la actualidad en aquellos tiempos el poder lo tenían los clubes frente a la Federación. España ganó el partido por 1-0, y la actuación de Prats fue sobresaliente, como así lo recogen las crónicas de la época. Esta buena actuación le valió para volver a ser llamado por la selección para disputar un partido amistoso ante Francia, esta convocatoria tuvo más mérito ya que se contaba con todos los jugadores disponibles, a excepción de los del Football Club Barcelona.
España ganó a Francia por un contundente 1-4, y la actuación de Prats fue de nuevo de sobresaliente y le volvió a valer para ser elogiado de nuevo por la prensa, el cronista de El Mundo Deportivo llegó más lejos y dijo de él: “En el orden individual diré que el mejor jugador del equipo, más regular, y con una voluntad y efectividad grande, fue Prats que ha confirmado la legitimidad de sus entorchados internacionales”, días después y con la euforia calmada el diario volvió a alabar a Pachuco Prats del que dijeron esta vez: ”Prats pertenece a esa categoría de medios ‘combativos’ que no dejan un momento solo al balón, ni al hombre, a los que es inútil pensar en cansar y el recurso para entorpecer de nuevo el camino al atacante adverso. Prats ha conquistado con los dos match que lleva jugados su permanencia en el equipo y ha dado a este la unidad en la línea media”.

## Real Madrid
Todas estas actuaciones no pasaron desapercibido por los grandes clubes, y el Real Madrid Football Club puso el ojo en el excepcional centrocampista grana. Los blancos le ofrecieron a Pachuco disputar la gira americana que tenían programada para el verano de 1927. Los murcianos aceptaron con recelo esta propuesta, ya que el jugador amenazó con no volver a vestir de grana si se le negaba el permiso para jugar la gira con los madrileños. Pachuco se embarcó en la gira que le llevó a disputar partidos amistosos por Argentina, Uruguay, Perú, Cuba, México y Estados Unidos a lo largo de cuatro meses.
Tras terminar la gira regresó a Murcia, donde se le esperaba con impaciencia, pero Prats solo llegó para confirmar su adiós definitivo de la disciplina grana. Aunque el club intentó retenerlo, no pudo, y acabó vistiendo de blanco a cambio de 17.000 pesetas. En el club capitalino permaneció desde la temporada 1927-28 hasta la 1932-33, disputando un total de 118 partidos en los que solo anotó un gol. Tras abandonar el conjunto blanco pasó por el Alicante Club de Fútbol como jugador-entrenador y posteriormente en el Baracaldo Club de Fútbol, con el inicio de la Guerra Civil, que puso fin a su carrera.

## Retirada
Tras su retirada del fútbol abrió un bar en Baracaldo y durante la década de los 1940 y 1950 dirigió a clubes de inferior categoría. El 16 de mayo de 1969 se le tributó un cálido homenaje en Baracaldo. Fue un día festivo y en él se puso en liza el ‘Primer Trofeo Pachuco Prats’, que enfrentó tras eliminatoria de los clubs de Baracaldo al Baracaldo y a la Sociedad Deportiva Arbuyo. El trofeo fue ganado por la S.D. Arbuyo en los lanzamientos penaltis. Durante el transcurso del acto Pachuco Prats recibió una copa de manos de Santiago Bernabéu.

## Clubes
| Club                       | País   | Año       |
| -------------------------- | ------ | --------- |
| Baracaldo Club de Fútbol   | España | 1923-1926 |
| Real Murcia Club de Fútbol | España | 1926-1927 |
| Real Madrid Club de Fútbol | España | 1927-1933 |
| Alicante Club de Fútbol    | España | 1933-1935 |
| Baracaldo Club de Fútbol   | España | 1935-1936 |